# کارول برنت
کارول برنت (انگلیسی: Carol Burnett؛ زاده ۲۶ آوریل ۱۹۳۳) یک هنرپیشه، کمدین و خواننده اهل ایالات متحده آمریکا است که بیشتر برای حضور در نمایش‌های تلویزیونی شناخته می‌شود. او میزبان برنامه کارول برنت شو بود که اولین برنامه در نوع خود بود که به میزبانی یک زن برگزار می‌شد.
برنت در سن آنتونیو، تگزاس متولد شد، او بعدها با مادربزرگش به هالیوود، لس آنجلس نقل‌مکان کرد و در دبیرستان هالیوود مشغول به تحصیل شد. او تئاتر، موسیقی و کمدی را از دانشگاه کالیفرنیا، لس آنجلس آموخت و در کلوب‌های شبانه در نیویورک اجرا می‌کرد. اولین موفقیت او در سال ۱۹۵۹ رقم خورد، او برای بازی در تئاتر روزی روزگاری تشک در تئاتر برادوی نامزد جایزه تونی برای بهترین بازیگر زن در یک نمایشنامه شد. او با حضور در برنامه گری مور شو برای اولین بار وارد تلویزیون شد و به مدت سه سال در برنامه حضور یافت و توانست اولین جایزه امی خود را دریافت کند. برنت بعدها به لس آنجلس، کالیفرنیا نقل مکان کرد و برنامه خود به نام کارول برنت شو را آغاز کرد که یازده‌سال، از سال ۱۹۶۷ تا ۱۹۷۸ ادامه‌داشت. نمایش ترکیبی از کمدی، آواز و رقص بود؛ طرح کمدی شامل پارودی‌های فیلم‌ها بود. برنت در طول اجرا شخصیت‌های به‌یادماندنی زیادی خلق کرد. هم برنت هم نمایش، برنده جوایز متعدد امی و گلدن گلوب شدند.
برنت در آثار سینمایی همچون صفحه اول (۱۹۷۴) به کارگردانی بیلی وایلدر، چهار فصل (۱۹۸۱) به کارگردانی آلن آلدا، آنی (۱۹۸۲) به کارگردانی جان هیوستون و سروصدای پشت صحنه (۱۹۹۲) به کارگردانی پیتر باگدانوویچ حضور داشته‌است. او در برنامه‌های تلویزیونی دیگری از جمله آتش دوستانه (۱۹۷۹) و به عنوان مهمان در کمدی موقعیت دیوانهٔ تو حضور یافت که برنده یک جایزه امی شد. او در ۱۹۹۵ با بازی در ماه پیش از بوفالو دوباره به تئاتر بازگشت و بار دیگر نامزد جایزه تونی برای بهترین بازیگر زن در یک نمایشنامه شد.
برنت شرح حال‌های زیادی نوشته‌است که برای بیشتر آن‌ها نامزد جایزه گرمی شد و برای در چنین شرکت خوبی: یازده سال خنده، آشفتگی و سرگرمی در جعبه‌شنی برنده جایزه گرمی برای بهترین آلبوم شنیداری کودکان شد.
برنت به دلیل خدمت هنری در حوزه سرگرمی آمریکا موفق به دریافت نشان افتخار آزادی رئیس‌جمهوری از سوی جرج دابلیو. بوش شد. در سال ۲۰۱۳، جایزه مارک تواین را از مرکز هنرهای نمایشی جان اف کندی دریافت کرد. در سال ۲۰۱۹، گلدن گلوب به دلیل موفقیت او در تلویزیون، جایزه‌ای به نام او (جایزه کارول برنت) به او اهدا کرد.

## فیلم‌شناسی

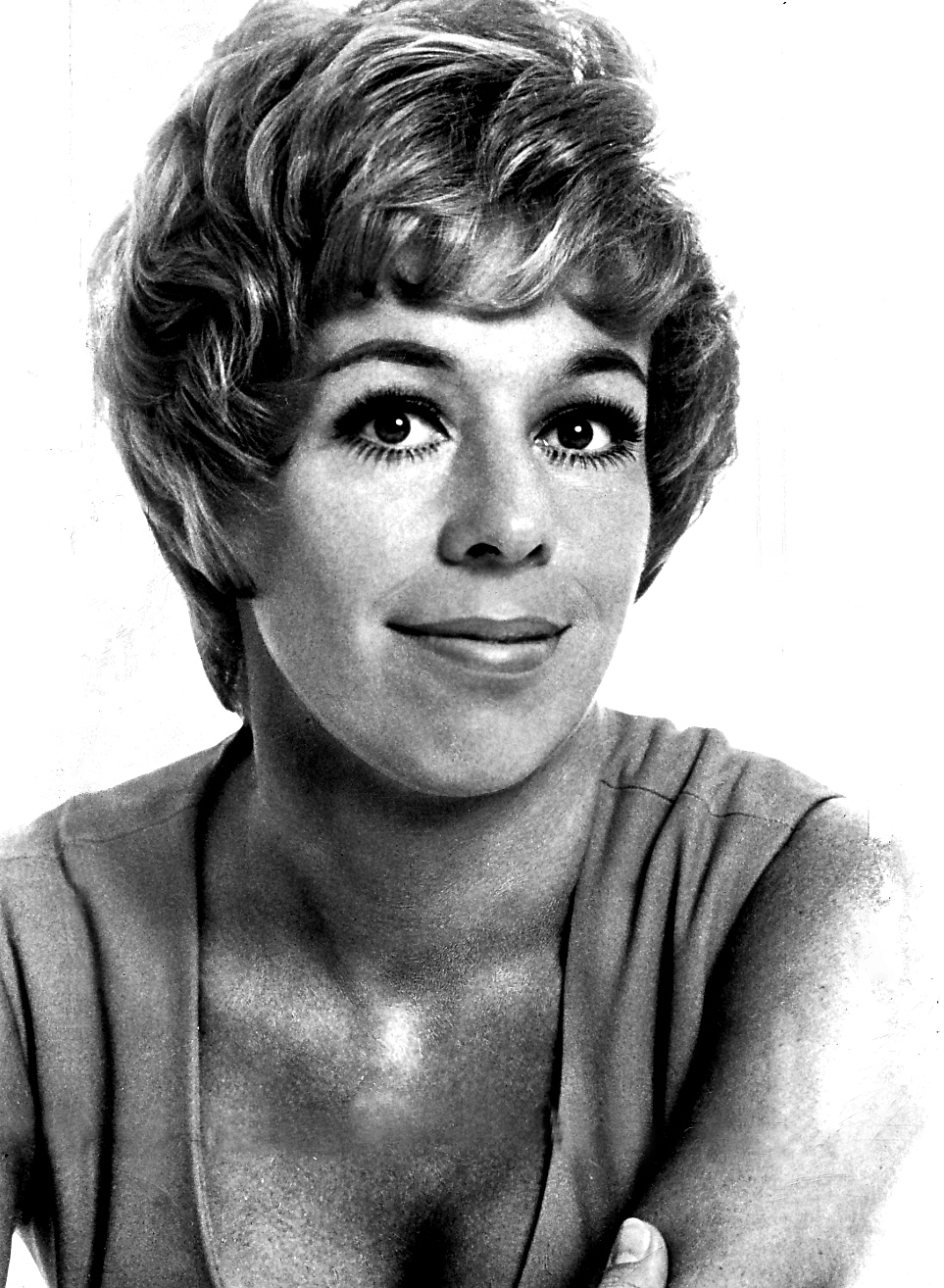
برنت در سال ۱۹۷۴

- صفحه اول (۱۹۷۴)
- یک عروسی (۱۹۷۸)
- سلامت (۱۹۸۰)
- چهار فصل (۱۹۸۱)
- آنی (۱۹۸۲)
- سروصدای پشت صحنه (۱۹۹۲)
- هورتون صدایی می‌شنود (۲۰۰۸)
- پست‌گرد (۲۰۰۹)
- دنیای مخفی آریتی (۲۰۱۲)
- داستان اسباب‌بازی ۴ (۲۰۱۹)

## تئاتر

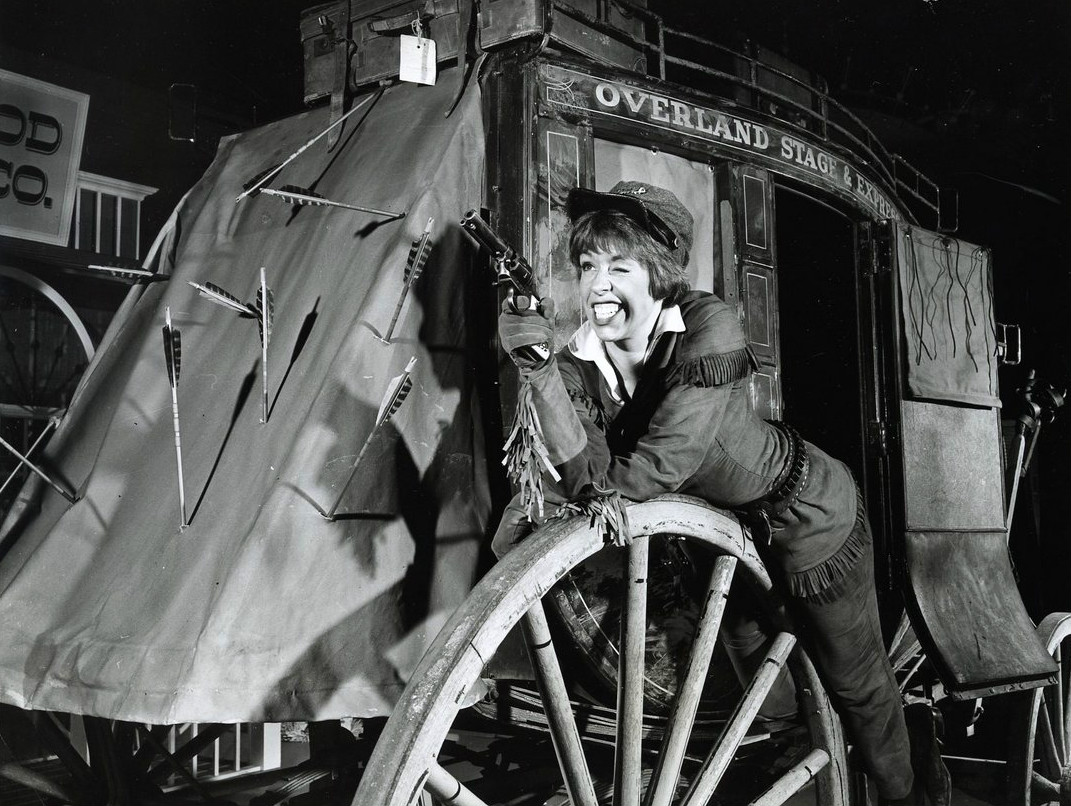
برنت در نقش کالامیتی جین، سال ۱۹۶۳

- کالامیتی جین (۱۹۶۳–۱۹۶۱، سالن موسیقی پارک فیر)
- فید اوت-فید این (۱۹۶۴، تئاتر مارک هلینگر)
- همین زمان، سال آینده (۱۹۸۰–۱۹۷۷، تئاتر هانتینگتن هارتفورد)
- رقاصه‌ها (۱۹۸۵، سالن آوری فیشر)
- ماه پیش از بوفالو (۱۹۹۵، تئاتر مارتین بک)
- هالیوود آرمس (۲۰۰۲، تئاتر کورت)
- نامه‌های عاشقانه (۲۰۱۴، تئاتر بروکز اتکینسن)